# Joanna Stanisławska
Joanna Stanisławska, po mężu Jezierska (ur. 13 stycznia 1961 w Gdańsku) – polska florecistka, indywidualna mistrzyni Polski (1986).

## Kariera sportowa
Była zawodniczką AZS-AWF Gdańsk. W 1986 została indywidualną mistrzynią Polski, w 1985, 1986, 1987 i 1988 drużynową mistrzynią Polski. W 1983 i 1984 zdobyła brązowy medal mistrzostw Polski w drużynie.
Jest absolwentką Uniwersytetu Gdańskiego.